# Milt Palacio
Milton Sigmund "Milt" Palacio (Los Ángeles, California, 7 de febrero de 1978) es un exjugador de baloncesto estadounidense, internacional con Belice. Mide 1,93 metros de altura y jugaba en la posición de base.

## Características
Es un jugador veterano y con gran experiencia (NBA y Europa) además sus 1,93m de estatura le hacen ser polivalente pudiendo jugar tanto de base como de escolta lo que le daría a Palacio el papel de jugador “comodín” dependiendo de las exigencias y necesidades del equipo.
Se trata de un base con buen físico y buenos fundamentos, cuyo tiro exterior no es su mejor arma. Actualmente se rumorea su posible fichaje por el Obradoiro de Santiago de Compostela, recién ascendido a la ACB.

## Trayectoria deportiva
Palacio es un veterano base norteamericano (con nacionalidad de Belice), tras 7 temporadas en la NBA como hombre de rotación en franquicias como Grizzlies, Celtics, Cavs, Raptors o Jazz desembarcó en Europa en la temporada 2007/08, campaña en la que defendió los colores del KK Partizan donde deslumbró (llegó a ser MVP del mes de marzo en la Euroliga en la temporada (2007/08) siendo un referente para el equipo que dominó la Liga Adriática y las competiciones nacionales serbias.
Palacio decidió dar un paso más fichando por el Khimki BC, los petrodólares de la escuadra rusa le sedujeron, pero su rendimiento y su papel de jugador determinante no tuvieron la continuidad necesaria lo que le hizo regresar nuevamente al KK Partizan aunque como suele decirse “nunca segundas partes fueron buenas” y fue cortado antes de iniciar la competición tras una gira de amistosos por Norteamérica.
Su último destino ha sido el modesto EK Kavala de la liga griega por el que fichó el pasado mes de enero en sustitución de Demetrius Alexander (ex de Cajasol) y Ricky Shields. Al acabar la temporada, se incorporó al Caja Laboral para afrontar los playoffs por el título con el equipo vitoriano.
En 2010 vuelve a Grecia para volver a jugar en el EK Kavala, club del que procedía antes de su efímero paso por la ACB a finales de la 2009-10. Su salida de Grecia ha sido posible porque el Kavala acaba de ser eliminado de los Playoff, al perder los dos partidos contra el PAOK.
Al final de la temporada 2010-11 el base regresa al Caja Laboral para ayudar al equipo de cara a la recta final de temporada, club en el que ya militó a finales de la pasada campaña, y resultó una pieza clave en la consecución del título liguero.

## Selección nacional
Palacio fue miembro de la selección de baloncesto de Belice, integrando el equipo que conquistó el Caribebasket de 1998 en Belice y el que fue subcampeón del Campeonato COCABA de 2009 en México, entre otros torneos.

## Estadísticas de su carrera en la NBA

### Temporada regular
| Año     | Equipo    | PJ  | PT | MPP  | %TC  | %3P  | %TL  | RPP | APP | ROB | TPP | PPP |
| ------- | --------- | --- | -- | ---- | ---- | ---- | ---- | --- | --- | --- | --- | --- |
| 1999-00 | Vancouver | 53  | 0  | 7.4  | .439 | .000 | .595 | 1.0 | .9  | .4  | .0  | 2.0 |
| 2000-01 | Boston    | 58  | 6  | 19.7 | .472 | .333 | .848 | 1.8 | 2.6 | .8  | .0  | 5.9 |
| 2001-02 | Boston    | 41  | 0  | 12.6 | .385 | .353 | .706 | 1.2 | 1.3 | .5  | .1  | 3.7 |
| 2001-02 | Phoenix   | 28  | 1  | 9.7  | .380 | .143 | .783 | .8  | 1.0 | .3  | .0  | 2.8 |
| 2002-03 | Cleveland | 80  | 46 | 24.7 | .418 | .216 | .747 | 2.9 | 3.2 | .9  | .2  | 5.0 |
| 2003-04 | Toronto   | 59  | 13 | 20.5 | .349 | .154 | .662 | 1.7 | 3.1 | .7  | .2  | 4.4 |
| 2004-05 | Toronto   | 80  | 4  | 19.2 | .446 | .167 | .742 | 1.7 | 3.5 | .6  | .2  | 5.8 |
| 2005-06 | Utah      | 71  | 18 | 19.4 | .424 | .063 | .653 | 1.9 | 2.7 | .7  | .2  | 6.2 |
| Total   | Total     | 470 | 88 | 17.9 | .419 | .235 | .719 | 1.8 | 2.5 | .6  | .1  | 4.8 |